# Colombia en los Juegos Olímpicos de la Juventud
Colombia en los Juegos Olímpicos de la Juventud está representada por el Comité Olímpico Colombiano. El país ha participado desde la primera edición, realizada en Singapur de 2010. 

## Delegación
En sus tres participaciones en los Juegos Olímpicos de la Juventud, Colombia ha enviado las siguientes delegaciones de deportistas:
| Participaciones | País              | Disciplinas | Deportistas | Abanderado             | Deporte         |
| --------------- | ----------------- | ----------- | ----------- | ---------------------- | --------------- |
| 1               | Singapur 2010     | 12 deportes | 25          | Eider Arévalo          | Marcha Atlética |
| 2               | Nankín 2014       | 11 deportes | 34          | Joshuan Javier Berríos | Atletismo       |
| 3               | Buenos Aires 2018 | 15 deportes | 56          | Daniel Restrepo        | Clavados        |
| 4               | Dakar 2026        | Por definir | Por definir | Por definir            | Por definir     |

| Participaciones | País             | Disciplinas       | Deportistas       | Abanderado           | Deporte                                 |
| --------------- | ---------------- | ----------------- | ----------------- | -------------------- | --------------------------------------- |
| 1               | Innsbruck 2012   | Sin participación | Sin participación | Sin participación    | Sin participación                       |
| 2               | Lillehammer 2016 | 1 deporte         | 1                 | Michael Poettoz      | Esquí alpino                            |
| 3               | Lausana 2020     | 2 deportes        | 2                 | Diego Amaya Martínez | Patinaje de velocidad sobre pista corta |
| 4               | Gangwon 2024     | Por definir       | Por definir       | Por definir          | Por definir                             |

## Medallero histórico
| Año   | País                                  | Sede         | Posición       | Oro            | Plata          | Bronce         | Total          |
| ----- | ------------------------------------- | ------------ | -------------- | -------------- | -------------- | -------------- | -------------- |
| 2010  | Bandera de Singapur                   | Singapur     | 22/205         | 2              | 3              | 0              | 5              |
| 2014  | Bandera de la República Popular China | Nankín       | 46/204         | 1              | 0              | 2              | 3              |
| 2018  | Bandera de Argentina                  | Buenos Aires | 14/207         | 4              | 3              | 3              | 10             |
| 2026  | Bandera de Senegal                    | Dakar 2026   | Por participar | Por participar | Por participar | Por participar | Por participar |
| Total | Total                                 |              |                | 7              | 6              | 5              | 18             |

| Año   | País                     | Sede        | Posición          | Oro | Plata | Bronce | Total |
| ----- | ------------------------ | ----------- | ----------------- | --- | ----- | ------ | ----- |
| 2012  | Bandera de Austria       | Innsbruck   | Sin participación | 0   | 0     | 0      | 0     |
| 2016  | Bandera de Noruega       | Lillehammer | 71/71             | 0   | 0     | 0      | 0     |
| 2020  | Bandera de Suiza         | Lausana     | 27/79             | 0   | 1     | 0      | 1     |
| 2024  | Bandera de Corea del Sur | Gangwon     | 78/78             | 0   | 0     | 0      | 0     |
| Total | Total                    |             |                   | 0   | 1     | 0      | 1     |

## Desempeño
Colombia ocupó el decimocuarto lugar en la tercera edición de los Juegos, siendo para la fecha el mejor desempeño de la delegación de Colombia en unos Juegos Olímpicos y el segundo país suramericano con el mayor número de medallas después de Brasil.

### Medallistas Olímpicos de la Juventud
Los deportistas colombianos que conquistaron una medalla en las competiciones deportivas realizadas en Juegos Olímpicos de la Juventud fueron:
| Clasificación del País | Edición de los Juegos | Deportista                                                    | Disciplina                         |   |   |   | Total |
| ---------------------- | --------------------- | ------------------------------------------------------------- | ---------------------------------- | - | - | - | ----- |
| 1                      | Singapur 2010         | Juan Sebastián Gómez                                          | Tenis                              | 1 | 0 | 0 | 1     |
| 1                      | Singapur 2010         | Brayan Ramírez David Oquendo Jessica Lergada Jhonnatan Botero | Ciclismo                           | 1 | 0 | 0 | 1     |
| 1                      | Nankín 2014           | Brandon Rivera Vargas John Rodríguez Salazar                  | Ciclismo                           | 1 | 0 | 0 | 1     |
| 1                      | Buenos Aires 2018     | Jhony Angulo                                                  | Patinaje de velocidad sobre ruedas | 1 | 0 | 0 | 1     |
| 1                      | Buenos Aires 2018     | Gabriela Rueda                                                | Patinaje de velocidad sobre ruedas | 1 | 0 | 0 | 1     |
| 1                      | Buenos Aires 2018     | Daniel Restrepo                                               | Clavados                           | 1 | 0 | 0 | 1     |
| 1                      | Buenos Aires 2018     | Valeria Cabezas Caracas                                       | Atletismo                          | 1 | 0 | 0 | 1     |
| 8                      | Singapur 2010         | Juan Carlos Carrillo                                          | Boxeo                              | 0 | 1 | 0 | 1     |
| 8                      | Singapur 2010         | Mario Gamboa                                                  | Equitación                         | 0 | 1 | 0 | 1     |
| 8                      | Singapur 2010         | José Mena                                                     | Halterofilia                       | 0 | 1 | 0 | 1     |
| 8                      | Buenos Aires 2018     | Yineth Milena Santoya Ortiz                                   | Halterofilia                       | 0 | 1 | 0 | 1     |
| 8                      | Buenos Aires 2018     | María Camila Osorio Serrano Nicolás Mejía                     | Tenis                              | 0 | 1 | 0 | 1     |
| 12                     | Nankín 2014           | Andrés Caicedo Piedrahíta                                     | Halterofilia                       | 0 | 0 | 1 | 1     |
| 12                     | Nankín 2014           | Debbie Yopasá Gómez                                           | Taekwondo                          | 0 | 0 | 1 | 1     |
| 12                     | Buenos Aires 2018     | Gabriela Bollé Carrillo Juan Camilo Ramírez Valencia          | Ciclismo                           | 0 | 0 | 1 | 1     |
| 12                     | Buenos Aires 2018     | Estiven José Villar Manjarrés                                 | Halterofilia                       | 0 | 0 | 1 | 1     |
| 12                     | Buenos Aires 2018     | María Camila Osorio Serrano                                   | Tenis                              | 0 | 0 | 1 | 1     |

| Clasificación del País | Edición de los Juegos | Deportista           | Disciplina                              |   |   |   | Total |
| ---------------------- | --------------------- | -------------------- | --------------------------------------- | - | - | - | ----- |
| 1                      | Lausana 2020          | Diego Amaya Martínez | Patinaje de velocidad sobre pista corta | 0 | 1 | 0 | 1     |